# Lista światowego dziedzictwa UNESCO w Brazylii
Lista światowego dziedzictwa UNESCO zawiera obiekty o szczególnym znaczeniu kulturalnym lub przyrodniczym, na mocy Konwencji w sprawie ochrony światowego dziedzictwa kulturalnego i naturalnego, przyjętej przez UNESCO na 17. sesji w Paryżu 16 listopada 1972 roku, która weszła w życie z dniem 17 grudnia 1975 roku. Brazylia podpisała tę konwencję 1 września 1977. Obecnie na liście znajduje się 21 obiektów z obszaru Brazylii, z czego 14 to obiekty kulturalne, a 7 przyrodnicze.
Jako pierwszy brazylijski obiekt na listę UNESCO wpisano Ouro Preto w 1980 r.
Najnowszym obiektem na liście jest Stanowisko archeologiczne nabrzeża Cais do Valongo, wpisane w 2017 r.

## Lista obiektów
Poniżej przedstawiono obiekty z listy światowego dziedzictwa UNESCO, położone w Brazylii.
Oznaczenia na liście: P – kryterium przyrodnicze, K – kryterium kulturowe.
| Obiekt | Zdjęcie | Położenie                                                      | Kryterium | Rok wpisania             | Opis |
| --- | ------- | -------------------------------------------------------------- | --------- | ------------------------ | --- |
| Zespół zabytkowy w Ouro Preto |         | Minas Gerais                                                   | K         | 1980                     | Założone w XVII w. Ouro Preto, w kolejnym wieku było centrum gorączki złota. Po tym, jak w XIX w. wyczerpały się złoża złota, znaczenie miasta spadło, ale wciąż znajduje się tu wiele barokowych zabytków. Charakterystyczne są rzeźby artysty Aleijadinho.                                                   |
| Zabytkowe centrum miasta Olinda |         | Pernambuco                                                     | K         | 1982                     | Olinda została założona przez Portugalczyków w XVI w., a jej historia jest związana z uprawą trzciny cukrowej. Miasto odbudowano po najazdach Holendrów. Zabytki datuje się na XVIII w. Na urok Olindy składają się kolonialne budynki, ogrody, 20 barokowych kościołów, klasztory i niezliczone małe kaplice. |
| Misje jezuickie na obszarach zamieszkanych przez Guaranów: San Ignacio Miní, Santa Ana, Nossa Senhora de Loreto, Santa Maria Maior (Argentyna) i ruiny São Miguel das Missões (Brazylia) |         | Rio Grande do Sul w Brazylii i prowincja Misiones w Argentynie | K         | 1983                     | Ruiny są pozostałościami pięciu jezuickich misji, wzniesionych w XVII i XVIII w. na ziemi Indian Guarani. |
| Zabytkowe centrum Salvadoru |         | Bahia                                                          | K         | 1985                     | Salvador był pierwszą stolicą Brazylii i największym rynkiem handlu niewolnikami w Nowym Świecie. Na starówce do dziś znajdują się bogato zdobione kolorowe kamienice ze sztukateriami. |
| Sanktuarium Bom Jesus de Matosinhos |         | Congonhas w stanie Minas Gerais                                | K         | 1985                     | Sanktuarium zbudowano w XVIII w. i składa się z kościoła w stylu rokoko i siedmiu kaplic. Przed świątynią ustawiono rzeźby apostołów autorstwa Aleijadinho. |
| Park Narodowy Iguaçu |         | Parana                                                         | P         | 1986                     | Park położony na terenie Brazylii i Argentyny, jest domem wielu zagrożonych gatunków zwierząt i roślin. Słynie z licznych wodospadów. |
| Nowoczesne miasto Brasília (Plano Piloto de Brasília) |         | Dystrykt Federalny                                             | K         | 1987                     | Brasília została wzniesiona w połowie XX w. według pomysłu Lúcio Costy i Oscara Niemeyera jako wzór symetrii i harmonii. Kształtem przypomina ptaka w locie lub samolot. |
| Park Narodowy Serra da Capivara |         | Piauí                                                          | K         | 1991                     | Malowidła skalne z tego regionu mają ponad 25 tys. lat i zostały stworzone przez jedne z najstarszych społeczności w Ameryce Południowej. |
| Zabytkowe centrum São Luís |         | Maranhão                                                       | K         | 1997                     | São Luís zachowało oryginalny szachownicowy układ ulic. Miasto założyli w XVII w. Francuzi, było też okupowane przez Holendrów, a następnie zajęli je Portugalczycy. |
| Zabytkowe centrum miasta poszukiwaczy diamentów Diamantiny |         | Minas Gerais                                                   | K         | 1999                     | Diamantina jest kolonialną osadą w sercu gór, była ważnym ośrodkiem w XVIII w., gdy w okolicy wydobywano diamenty. |
| Rezerwaty puszczy południowo-wschodniego Atlantyku |         | Parana i São Paulo                                             | P         | 1999                     | Rezerwat składa się z 25 obszarów chronionych. Występują tu gęste lasy, mokradła, wyspy na Atlantyku, wzgórza i wydmy. |
| Reservas de Mata Atlântica da Costa do Descobrimento |         | Bahia i Espírito Santo                                         | P         | 1999                     | Rezerwat składa się z ośmiu obszarów chronionych, zamieszkiwanych przez gatunki endemiczne. |
| Obszar chroniony Pantanal |         | Mato Grosso i Mato Grosso do Sul                               | P         | 2000                     | Obszar chroniony obejmuje obszar 187,818 ha i stanowi 1,3% brazylijskiego Pantanalu. Jest to jeden z największych na świecie słodkowodnych terenów podmokłych. |
| Obszar chroniony środkowej Amazonki |         | Amazonas                                                       | P         | 2000 (poszerzony w 2003) | Obszar chroniony zajmuje ponad 6 mln ha i obejmuje rzeki, jeziora, kanały, lasy i tereny podmokłe. Występują tu liczne gatunki zagrożone wyginięciem. |
| Brazylijskie Wyspy Atlantyckie: rezerwaty Fernando de Noronha i Atol das Rocas |         | Pernambuco i Rio Grande do Norte                               | P         | 2001                     | Wyspy są domem dla największej populacji tropikalnych ptaków morskich na zachodnim Atlantyku. W zatoce Baia de Golfinhos żyją delfiny, przy Atolu das Rocas podczas odpływu tworzą się laguny. |
| Region ekologiczny cerrado: Parki Narodowe Chapada dos Veadeiros i Emas |         | Goiás                                                          | P         | 2001                     | Obydwa obszary obejmują teren cerrado, który przez wieki odgrywał kluczową rolę podczas zmian klimatu, dając schronienie wielu gatunkom. |
| Zabytkowe centrum Goiás |         | Goiás                                                          | K         | 2001                     | Goiás jest kolonialnym miasteczkiem, które odgrywało dużą rolę w XVIII i XIX w., kiedy to rozwijał się tu przemysł wydobywczy. |
| Plac São Francisco w mieście São Cristóvão |         | Sergipe                                                        | K         | 2010                     | Plac São Francisco jest otoczony kolonialnymi budynkami i kościołami. Zespół architektoniczny tworzy krajobraz, odzwierciedlający historię miasta. Kompleks świątyń jest przykładem typowej architektury religijnej z północno-wschodniej Brazylii.                                                            |
| Rio de Janeiro: krajobrazy carioca pomiędzy górami a morzem |         | Rio de Janeiro                                                 | K         | 2012                     | Miejski krajobraz Rio harmonizuje z elementami przyrodniczymi: zatoką Guanabara, Corcovado, wzgórzami tworzącymi park Tijuca, Ogrodem Botanicznym. Stał się inspiracją dla artystów i architektów. |
| Nowoczesny zespół Pampulha w Belo Horizonte |         | Minas Gerais                                                   | K         | 2016                     | Pampulha została wzniesiona w 1940 r. wokół sztucznego jeziora. Budynki zaprojektował Oscar Niemeyer. Łączy przyrodę z nowoczesną architekturą. |
| Stanowisko archeologiczne nabrzeża Cais do Valongo |         | Rio de Janeiro                                                 | K         | 2017                     | Obiekt znajduje się na terenie dawnego nabrzeża w Rio de Janeiro, do którego przybijały statki z niewolnikami. Od 1811 r. tą drogą dostało się do Brazylii ok. 900 tys. Afrykanów. |

## Obiekty na liście wstępnej[25]
1. Atol das Rocas (Rio Grande do Norte) (06/09/1996)
2. Teatro Amazonas i Theatro da Paz (30/01/2015)
3. Park Narodowy Anavilhanas (16/09/1998)
4. Zespół Fortec (Fortaleza de Santo Antônio de Ratones, Fortaleza de Santa Cruz de Anhatomirim, Fortaleza de Santo Amaro da Barra Grande, Forte de São João da Bertioga, Fortaleza de Santa Cruz da Barra, Fortaleza de São João, Forte de Nossa Senhora de Monte Serrat, Forte de Santo Antônio da Barra, Forte de Santa Maria, Forte de São Diogo, Forte de São Marcelo, Forte de São Tiago das Cinco Pontas, Forte de São João Batista do Brum, Forte de Santa Cruz de Itamaracá, Forte de Santa Catarina, Fortaleza dos Reis Magos, Fortaleza de São José de Macapá, Real Forte Príncipe da Beira i Forte Coimbra) (30/01/2015)
5. Kanion rzeki Rio Peruaçu, Minas Gerais (11/03/1998)
6. Obszar chroniony Cavernas do Peruaçu / Park Stanowy Veredas Do Peruaçu (16/09/1998)
7. Cedro Dam w Monumento Natural dos Monólitos de Quixadá (30/01/2015)
8. Krajobraz Paranapiacaba: wioska i trasa kolejowa w łańcuchu górskim Serra do Mar, São Paulo (27/02/2014)
9. Nossa Senhora do Monserrate do Rio de Janeiro, Rio de Janeiro (06/09/1996)
10. Geoglify Acre (30/01/2015)
11. Złoty Szlak i krajobraz Paraty (08/01/2004)
12. Edifício Gustavo Capanema (Rio de Janeiro) (06/09/1996)
13. Park Narodowy Serra da Bocaina (São Paulo – Rio de Janeiro) (06/09/1996)
14. Pedra do Ingá (30/01/2015)
15. Park Narodowy Lençóis Maranhenses (07/06/2017)
16. Park Narodowy Pico da Neblina (Amazonas) (06/09/1996)
17. Park Narodowy Serra da Canastra (16/09/1998)
18. Park Narodowy Serra da Capivara (16/09/1998)
19. Park Narodowy Serra do Divisor (16/09/1998)
20. Sítio Roberto Burle Marx (30/01/2015)
21. Stacja ekologiczna Taim (Rio Grande do Sul) (06/09/1996)
22. Stacja ekologiczna Raso da Catarina (Bahia) (06/09/1996)
23. Ver-o-Peso (27/02/2014)